# Euptychia rubricata
Euptychia rubricata är en fjärilsart som beskrevs av Edwards 1872. Euptychia rubricata ingår i släktet Euptychia och familjen praktfjärilar. Inga underarter finns listade i Catalogue of Life.